# Vestiges de Fonds de Cabanes
Les vestiges de Fonds de Cabanes sont un site archéologique situé en France sur la commune de Peyrusse, en région Auvergne-Rhône-Alpes.

## Protection
L'ensemble des vestiges des habitations en pierres sèches est inscrit au titre des monuments historiques par arrêté du 15 janvier 1952.